# جان سنت‌پولیس
جان سنت‌پولیس (انگلیسی: John St. Polis؛ ۲۴ نوامبر ۱۸۷۳ – ۸ اکتبر ۱۹۴۶) یک هنرپیشه اهل ایالات متحده آمریکا بود.
از فیلم‌ها یا برنامه‌های تلویزیونی که وی در آن نقش داشته است می‌توان به خروس، شبح اپرا، چهار سوار سرنوشت اشاره کرد.